# ФК Мачва
ФК Мачва је фудбалски клуб из Шапца, Србија. Тренутно се такмичи у 
Првој лиги Србије, другом такмичарском нивоу српског фудбала.
Клуб је основан 1919. године, а боје клуба су црвена, црна и бела. Утакмице игра на градском стадиону у Шапцу, који има капацитет за око 10.000 гледалаца.

## Историја

### 1919—1944
Клуб је основан у мају 1919. године. Прву утакмицу Мачва је одиграла 21. септембра 1919. у Касарском пољу (на данашњем месту касарне Војске Србије) са „Српским спортским клубом“ из Митровице, али је поражена са 4:2.
У периоду између два светска рата спорт је у Шапцу већ био увелико заживео. Најмасовнији и најпопуларнији спорт постаје фудбал, а Мачва је тада била веома успешна и добија назив „Провинцијски Уругвај“. У том периоду клуб је стигао и до прве лиге, где је наступао у сезони 1930/31., али је завршио на последњем шестом месту и брзо испао у нижи ранг.

### 1944—1992
Након завршетка Другог светског рата клуб је 1944. обновљен под именом „ФК Раднички“. Већ у јуну 1946. мења име у „Подриње“, а под тим именом 1948. улази у Другу савезну лигу. Клуб је прво био поражен од крушевачког Напретка у финалу за првака Србије, па је играо квалификације за попуну Друге лиге са Пролетером из Осијека. Прву утакмицу Подриње је победило са 4:1, другу у гостима изгубило 5:2, па је у трећој утакмици на неутралном терену Подриње победило са 4:1 и ушло у Другу лигу.
Клуб 1951. под именом Подриње улази у Прву лигу Југославије, а клубу је тада враћено старо име „Мачва“. Мачва је прву сезону у Првој лиги завршила на једном месту изнад зоне испадања, али је та сезона највише упамћена по победама у гостима над Црвеном звездом (2:1) и Партизаном (3:0). Мачва 1952. као последњепласирана екипа испада из Прве лиге, а након тога је испала чак у подсавез. 1953. се враћа у Другу лигу и ту се задржава две сезоне, када се поново враћа у Београдски подсавез.
Након четири године, Мачва је 1959. као првопласирана екипа испред смедеревске Будућности стекла право на квалификације за Другу лигу. Са шест победа и два нерешена резултата Мачва је заузела прво место у источној Б групи квалификација и ушла у виши ранг. У Другој лиги Мачва је остала четири сезоне и испала у сезони 1962/63. Наредних осам година клуб се борио за повратак у друголигашко друштво, а то му је коначно пошло за руком у сезони 1970/71. Мачва већ у другој сезони у Другој лиги испада у Српску лигу. Наредних 17 година је провела играјући у Српској лиги, а једну сезону и у Другој Српској лиги. Повратак у Другу лигу је уследио 1987. године. У првој сезони Мачва је заузела седмо место у источној групи Друге лиге и тако изборила пласман у јединствену Другу савезну лигу. Мачва је у сезони 1988/89. постигла најбоље резултате у Купу Југославије, кренула је од полуфинала Купа СР Србије, а у финалу победила Нови Пазар и тако обезбедила пласман у шеснаестину финала Купа Југославије. Затим су редом падали Осијек, Напредак Крушевац, Динамо Загреб, а у полуфиналу Мачву је у две утакмице стопирао Партизан (2:1, 0:0).

### Новија историја
У јединственој Другој савезној лиги Мачва је остала све до распада Југославије, а након тога је такмичење наставила у Другој А и Б лиги СР Југославије, где је играла све до 1998, када испада у Српску лигу. Наредне четири године Мачва је српсколигаш, завршавајући сваки пут у врху табеле, да би у сезони 2001/02. Српске лиге Дунав заузела друго место и обезбедила бараж за улазак у Другу лигу, где је у две утакмице била боља од Омладинца из Новог Села (4:1, 5:1).
Две прве сезоне клуб је играо Другу лигу Запад, да би од 2004/05. играо Другу лигу-група Србија, која је од сезоне 2006/07. променила назив у Прва лига Србије. Управо у тој сезони Мачва након пет узастопних сезона у другом рангу испада у Српску лигу Запад. Добрим партијама и сјајном игром у сезони 2013/14, Мачва је обезбедила повратак у Прву лигу Србије након дугогодишње игре у Српској лиги Запад. Међутим након само једне сезоне поново су испали у Српску лигу Запад освојивши 16. место. Међутим, то искуство је постало кључно и Мачва је поновила титулу у Српској лиги Запад и вратила се у Прву лигу Србије у сезони 2016/17. Овога пута, Мачва је освојила 1. место и пласирала се у Суперлигу Србије.
У сезони 2017/18. заузела је 12. позицију од 16 клубова, завршивши сезону са 11 победа 8 нерешених и 18 пораза. Опстанак у првој сезони након више од шест деценија сматрано је великим постигнућем. Следеће сезоне постигла је идентичан резултат освајањем 12. места. У сезони 2019/20., Мачва је одиграла веома лоше и са само 13 поена освојила последње место. Ипак, због Пандемије вируса корона одлучено је да се лига прошири са 16 на 20 клубова и да нико не испадне из лиге. Мачва ће тако и четврту сезону играти у Суперлиги. Међутим, следеће сезоне заузели су претпоследње 19. место и испали у Прву лигу Србије.

## Име клуба
- ФК Мачва (1919 - 1944)
- ФК Раднички (1944 - 1946)
- ФК Подриње (1946 - 1951)
- ФК Мачва (1951 - данас)

## Стадион
Фудбалски стадион Мачва је фудбалски стадион који се налази у Шапцу, Србија. На њему своје домаће утакмице игра ФК Мачва, а капацитет стадиона је 10.000 седећих места. Јужну, источну и некадашњу северну трибину је у првој половини 1990-их изградило београдско „Грађевинско предузеће Рад”.
Током 2012. срушена је дотрајала и небезбедна северна трибина и део запада. Уследило је и комплетирање источне трибине, а 2014. су по први пут постављене столице на источној и јужној трибини.
Након пласмана Мачве у Суперлигу, током лета 2017. срушена је стара западна трибина и изграђена нова, уз обнову клупских просторија и свлачионица. Постављање рефлекторског осветљења је завршено у децембру 2017. и прва утакмица под рефлекторима је одиграна 13. децембра 2017, када је Мачва у суперлигашкој утакмици дочекала Вождовац.

## Навијачи
Организовано навијање у Шапцу је почело у мају 1991. када је и основана навијачка група Шанери. На сцени је сада трећа генерација Шанера који верно прате ФК Мачву на свим утакмицама код куће и у гостима.

## Играчки састав
Од 25. марта 2022.
| Бр. |                     | Позиција | Играч               |
| --- | ------------------- | -------- | ------------------- |
| 1   | Србија              | Г        | Никола Степановић   |
| 2   | Србија              | О        | Александар Поповић  |
| 3   | Србија              | О        | Немања Стевановић   |
| 4   | Србија              | О        | Младен Самуровић    |
| 5   | Србија              | О        | Марко Јевтић        |
| 6   | Србија              | О        | Мирољуб Пешић       |
| 7   | Србија              | О        | Никола Суботић      |
| 8   | Србија              | Н        | Бранислав Марковић  |
| 9   | Црна Гора           | Н        | Филип Кукуличић     |
| 10  | Србија              | С        | Ђорђе Белић         |
| 11  | Србија              | Н        | Саво Арамбашић      |
| 13  | Србија              | Н        | Лазар Марјановић    |
| 14  | Босна и Херцеговина | О        | Кристијан Тојчић    |
| 15  | Србија              | С        | Немања Павић        |
| 19  | Србија              | С        | Владимир Мијаиловић |

| Бр. |         | Позиција | Играч                    |
| --- | ------- | -------- | ------------------------ |
| 20  | Србија  | С        | Милош Адамовић (капитен) |
| 23  | Србија  | С        | Младен Мићановић         |
| 27  | Белгија | С        | Никола Пејкик            |
| 28  | Србија  | О        | Слободан Сладојевић      |
| 32  | Србија  | С        | Вељко Радовановић        |
| 33  | Србија  | О        | Владимир Јовановић       |
| 41  | Србија  | Г        | Филип Самуровић          |
| 45  | Србија  | О        | Славко Радовановић       |
| 50  | Србија  | С        | Огњен Ристановић         |
| 55  | Србија  | С        | Живорад Арнаутовић       |
| 70  | Србија  | О        | Миломир Чворић           |
| 77  | Србија  | С        | Никола Ристовић          |
| 78  | Србија  | О        | Лука Николић             |
| 88  | Србија  | Г        | Милош Савић              |
| 99  | Србија  | Н        | Стефан Тримановић        |

## Новији резултати
| Сезона   | Ранг | Лига              | Позиција | ИГ | Д  | Н  | П  | ГД | ГП | ГР  | Бод     | Куп                  |
| -------- | ---- | ----------------- | -------- | -- | -- | -- | -- | -- | -- | --- | ------- | -------------------- |
| 2006/07. | 2    | Прва лига Србије  | 17.      | 38 | 10 | 11 | 17 | 26 | 49 | -23 | 41      | Шеснаестина финала   |
| 2007/08. | 3    | Српска лига Запад | 5.       | 30 | 12 | 7  | 11 | 30 | 27 | +3  | 43      | Претколо             |
| 2008/09. | 3    | Српска лига Запад | 9.       | 30 | 11 | 7  | 12 | 30 | 28 | +2  | 40      | Није се квалификовао |
| 2009/10. | 3    | Српска лига Запад | 2.       | 30 | 20 | 7  | 3  | 50 | 9  | +41 | 67      | Није се квалификовао |
| 2010/11. | 3    | Српска лига Запад | 6.       | 30 | 11 | 9  | 10 | 44 | 27 | +17 | 42      | Није се квалификовао |
| 2011/12. | 3    | Српска лига Запад | 3.       | 30 | 15 | 11 | 4  | 50 | 24 | +26 | 56      | Претколо             |
| 2012/13. | 3    | Српска лига Запад | 3.       | 30 | 16 | 9  | 5  | 44 | 22 | +22 | 57      | Није се квалификовао |
| 2013/14. | 3    | Српска лига Запад | 1.       | 30 | 20 | 8  | 2  | 59 | 15 | +44 | 68      | Није се квалификовао |
| 2014/15. | 2    | Прва лига Србије  | 16.      | 30 | 5  | 10 | 15 | 23 | 36 | -13 | 25      | Није се квалификовао |
| 2015/16. | 3    | Српска лига Запад | 1.       | 30 | 18 | 8  | 4  | 48 | 16 | +32 | 62      | Претколо             |
| 2016/17. | 2    | Прва лига Србије  | 1.       | 30 | 19 | 6  | 5  | 49 | 26 | +23 | 62      | Није се квалификовао |
| 2017/18. | 1    | Суперлига Србије  | 12.      | 37 | 11 | 8  | 18 | 38 | 52 | -14 | 26 (41) | Полуфинале           |
| 2018/19. | 1    | Суперлига Србије  | 12.      | 37 | 10 | 11 | 16 | 24 | 38 | -14 | 25 (41) | Осмина финала        |
| 2019/20. | 1    | Суперлига Србије  | 16.      | 30 | 2  | 7  | 21 | 18 | 53 | -35 | 13      | Осмина финала        |
| 2020/21. | 1    | Суперлига Србије  | 19.      | 38 | 7  | 4  | 27 | 26 | 81 | -55 | 25      | Шеснаестина финала   |
| 2021/22. | 2    | Прва лига Србије  | 10.      | 37 | 12 | 12 | 13 | 33 | 45 | -12 | 48      | Шеснаестина финала   |
| 2022/23. | 2    | Прва лига Србије  | 11.      | 37 | 11 | 15 | 11 | 37 | 40 | -3  | 48      | Шеснаестина финала   |
| 2023/24. | 2    | Прва лига Србије  | 6.       | 37 | 13 | 12 | 12 | 36 | 29 | +7  | 51      | Шеснаестина финала   |
| 2024/25. | 2    | Прва лига Србије  | 3        | 37 | 17 | 14 | 6  | 43 | 31 | +12 | 65      | Шеснаестина финала   |

## Познати бивши играчи
| - Иван Бек - Мирослав Ђукић - Војислав Будимировић - Борис Васковић - Божидар Ћосић | - Далибор Марковић - Бојан Незири - Лазар Станишић - Филип Деспотовски - Братислав Ђорђевић | - Ненад Гаврић - Војислав Мелић - Зоран Јеликић - Селимир Милошевић - Миодраг Петровић - Стеван Мићић - Воја Рогић |

## Тренутна управа клуба
Управу клуба тренутно чине:
| - Ивица Краљ - Председник Управног одбора - Драган Антонић - Потпредседник - Зоран Јовановић - Генерални секретар - Мирослав Поповић - Технички секретар - Славко Радовановић - Члан УО - Милан Пантелић - Члан УО | - Др. Зоран Славујевић - Члан УО - Сретен Радовановић - Члан УО - Срђан Прстојевић - Члан УО - Негослав Гачић - Члан Надзорног одбора - Милош Лукић - Председник Надзорног одбора - Слободан Бабић - Члан Надзорног одбора |